# 아카식 레코드

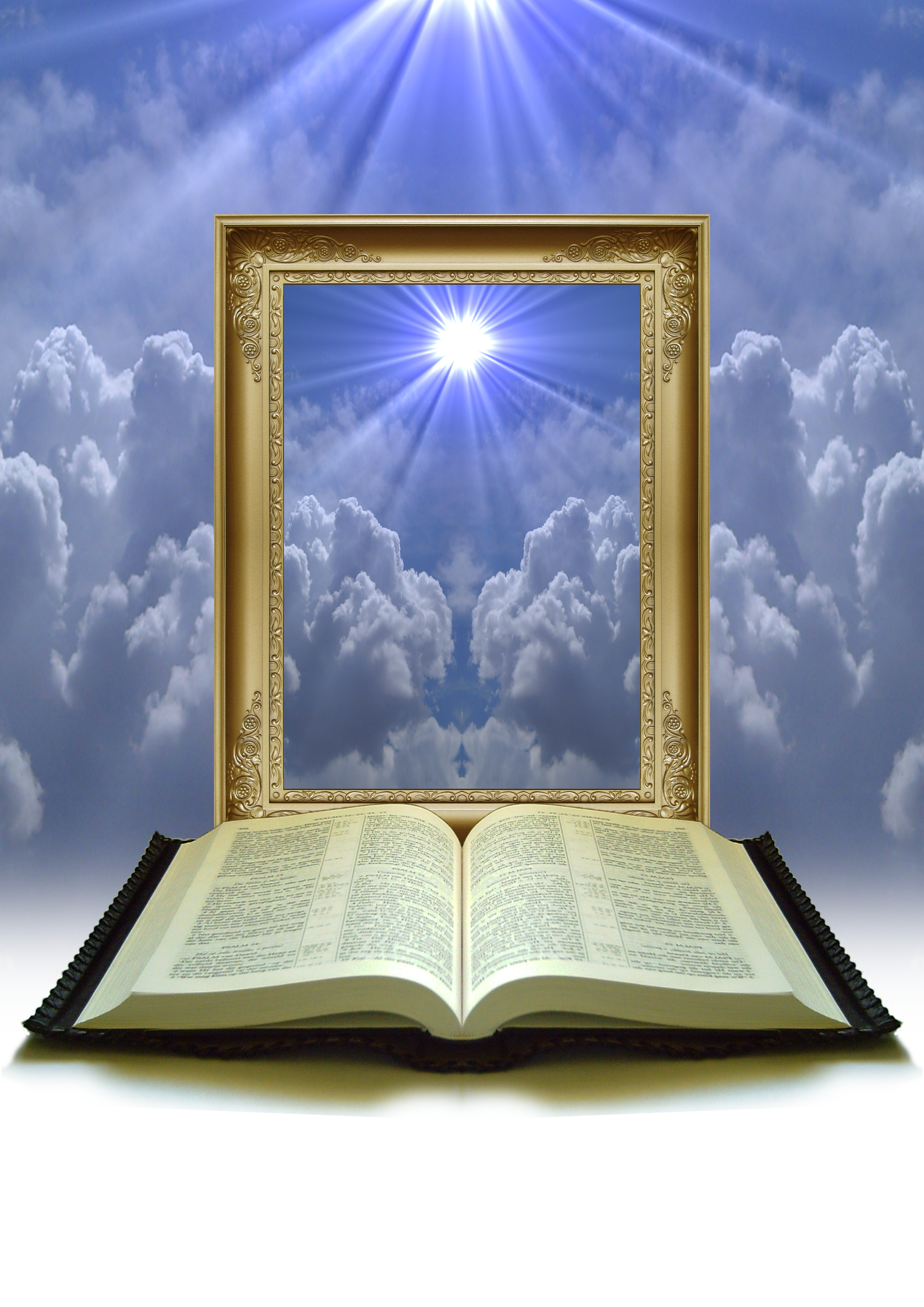

아카식 레코드(영어: Akashic records)는 신지학 및 인지학에서 과거, 현재, 미래의 모든 사건, 상념, 감정이 명세되어 있는, 세계의 기억이다. 이 개념은 과거의 모든 사건의 흔적이 어딘가에 영원히 새겨져 있다는 발상에 기초하는 것으로서, 신지론자들은 아카식 레코드가 아이테르 평면(Etheric plane)이라는 비물리적인 우주론적 평면에 기록되어 있다고 믿는다. 아카식 레코드에 대한 일화적 증거는 오래 전부터 전해져 왔지만, 그 존재에 대한 과학적 증거는 없다.
아카식이라는 표현의 유래인 아카샤(산스크리트어: आकाश ākāśa)는 범어로 아이테르를 뜻하기도 한다.

## 같이 보기
- 루돌프 슈타이너
- 에드거 케이시
- 아이테르(제5원소)
- 암흑물질
- 21그램 실험(영혼의 무게)